# Louis-Jacques-Maurice de Bonald
Louis-Jacques-Maurice kardinal de Bonald, francoski rimskokatoliški duhovnik, škof in kardinal, * 30. oktober 1787, Millau, † 25. februar 1870.

## Življenjepis
22. februarja 1812 je prejel duhovniško posvečenje.
13. januarja 1823 je bil imenovan za škofa Le Puy-en-Velayja; 10. marca je bil potrjen in 27. aprila 1823 je prejel škofovsko posvečenje.
4. decembra 1839 je bil imenovan za nadškofa Lyona; 27. aprila 1840 je bil potrjen.
1. marca 1841 je bil povzdignjen v kardinala in imenovan za kardinal-duhovnika SS. Trinità al Monte Pincio.